# Meridià 57 a l'oest
El meridià 57 a l'oest de Greenwich és una línia de longitud que s'estén des del pol Nord travessant l'oceà Àrtic, Groenlàndia, Amèrica del Sud, l'oceà Atlàntic, l'oceà Antàrtic, i l'Antàrtida fins al pol Sud.
El meridià 57 a l'oest forma un cercle màxim amb el meridià 123 a l'est. Com tots els altres meridians, la seva longitud correspon a una semicircumferència terrestre, uns 20.003,932 km. Al nivell de l'Equador, és a una distància del meridià de Greenwich de 6.345 km.

## De Pol a Pol
Començant en el pol Nord i dirigint-se cap al pol Sud, aquest meridià travessa:
| Coordenades                             | País, territori o mar | Notes |
| --------------------------------------- | --------------------- | --- |
| 90° 0′ N, 57° 0′ O / 90.000°N,57.000°O  | Oceà Àrtic            | |
| 83° 33′ N, 57° 0′ O / 83.550°N,57.000°O | Mar de Lincoln        | |
| 82° 11′ N, 57° 0′ O / 82.183°N,57.000°O | Groenlàndia           | Passa pel continent i nombroses illes |
| 74° 7′ N, 57° 0′ O / 74.117°N,57.000°O  | Badia de Baffin       | |
| 70° 0′ N, 57° 0′ O / 70.000°N,57.000°O  | Estret de Davis       | |
| 60° 0′ N, 57° 0′ O / 60.000°N,57.000°O  | Oceà Atlàntic         | Mar de Labrador |
| 53° 43′ N, 57° 0′ O / 53.717°N,57.000°O | Canadà                | Terranova i Labrador — Labrador |
| 51° 24′ N, 57° 0′ O / 51.400°N,57.000°O | Estret de Belle Isle  | |
| 50° 59′ N, 57° 0′ O / 50.983°N,57.000°O | Canadà                | Terranova i Labrador — illa de Terranova |
| 47° 35′ N, 57° 0′ O / 47.583°N,57.000°O | Oceà Atlàntic         | |
| 5° 59′ N, 57° 0′ O / 5.983°N,57.000°O   | Surinam               | |
| 2° 34′ N, 57° 0′ O / 2.567°N,57.000°O   | Guyana                | Àrea reclamada per Surinam |
| 1° 54′ N, 57° 0′ O / 1.900°N,57.000°O   | Brasil                | Pará Amazones — des de 1° 55′ S, 57° 0′ O / 1.917°S,57.000°O Pará — des de 3° 49′ S, 57° 0′ O / 3.817°S,57.000°O Mato Grosso — des de 9° 18′ S, 57° 0′ O / 9.300°S,57.000°O Mato Grosso do Sul — des de 17° 40′ S, 57° 0′ O / 17.667°S,57.000°O |
| 22° 13′ S, 57° 0′ O / 22.217°S,57.000°O | Paraguai              | |
| 27° 28′ S, 57° 0′ O / 27.467°S,57.000°O | Argentina             | |
| 29° 39′ S, 57° 0′ O / 29.650°S,57.000°O | Brasil                | |
| 30° 5′ S, 57° 0′ O / 30.083°S,57.000°O  | Uruguai               | |
| 34° 34′ S, 57° 0′ O / 34.567°S,57.000°O | Río de la Plata       | |
| 36° 20′ S, 57° 0′ O / 36.333°S,57.000°O | Argentina             | |
| 37° 19′ S, 57° 0′ O / 37.317°S,57.000°O | Oceà Atlàntic         | |
| 60° 0′ S, 57° 0′ O / 60.000°S,57.000°O  | Oceà Antàrtic         | |
| 63° 21′ S, 57° 0′ O / 63.350°S,57.000°O | Antàrtida             | Península Antàrtica — reclamat per Argentina, Xile i Regne Unit |
| 63° 38′ S, 57° 0′ O / 63.633°S,57.000°O | Oceà Antàrtic         | Mar de Weddell — passa a l'est d'illa Vega (a 63° 49′ S, 57° 3′ O / 63.817°S,57.050°O) i illa James Ross (a 64° 10′ S, 57° 3′ O / 64.167°S,57.050°O), Antàrtida                                                                                 |
| 64° 21′ S, 57° 0′ O / 64.350°S,57.000°O | Antàrtida             | Illa Snow Hill — reclamat per Argentina, Xile i Regne Unit |
| 64° 27′ S, 57° 0′ O / 64.450°S,57.000°O | Oceà Antàrtic         | Mar de Weddell |
| 75° 58′ S, 57° 0′ O / 75.967°S,57.000°O | Antàrtida             | Antàrtida Argentina, reclamat per Argentina · Territori Antàrtic Xilè, reclamat per Xile · Territori Antàrtic Britànic, reclamat per Regne Unit                                                                                                 |